# Миттельхоф
Миттельхоф (нем. Mittelhof) — община в Германии, в земле Рейнланд-Пфальц.
Входит в состав района Альтенкирхен-Вестервальд. Подчиняется управлению Виссен.  Население составляет 1098 человек (на 31 декабря 2010 года). Занимает площадь 11,13 км².